# Пейдж, Уиллис
Уиллис Пейдж (англ. Willis Page; 18 сентября 1918, Рочестер (Нью-Йорк), США — 9 января 2013) — американский дирижёр.
Окончил Истменовскую школу музыки по классам контрабаса и тубы. В годы Второй мировой войны служил в армии США переводчиком, затем работал с перемещёнными лицами.
В начале 1950-х годов работал с Новым Бостонским оркестром, записал с ним несколько дисков для звукозаписывающей фирмы Эмори Кука, принадлежавших к первым образцам стереозаписи, — наибольшее признание критики получила запись Сороковой симфонии Моцарта.
В 1954—1959 годах — второй дирижёр Симфонического оркестра Баффало (помощник Йозефа Крипса). В 1959—1967 годах возглавлял Нэшвиллский симфонический оркестр (осуществил в 1960 году первую запись оркестра — оригинальный диск «Темы из великих симфоний», включающий по одной части из Первой симфонии Брамса, Второй симфонии Чайковского, Неоконченной симфонии Шуберта и Пятой симфонии Бетховена); одновременно в 1962 году стал первым руководителем Симфонического оркестра Йомиури. В 1971—1984 годах — музыкальный руководитель Джексонвиллского симфонического оркестра; был одним из организаторов ежегодного фестиваля музыки Фредерика Делиуса в Джексонвилле. В 1984 году вышел на пенсию и основал в Джексонвилле джазовый духовой ансамбль «St. John’s River City Band».